# Chablis
Chablis je francouzská obec v departementu Yonne, v regionu Burgundsko-Franche-Comté. V roce 2008 zde žilo 2 427 obyvatel. Je centrem kantonu Chablis. Leží na řece Serein.
V okolí obce Chablis se nachází známá vinařská oblast, ve které se pěstují vína se stejnojmenným označením Chablis.

## Partnerské obce
- Oberwesel, Porýní-Falc, Německo
- Ferrières, Belgie